# سایمون باز
سایمون باز (به انگلیسی: Simon Baz) یک شخصیت خیالی ابرقهرمان در کتاب‌های کامیک آمریکایی منتشر شده توسط دی‌سی کامیکس است که معمولاً به عنوان یکی از اعضای نیروی پلیس زیست فرازمینی سازمان بین کهکشانی سپاه گرین لانترن محسوب می‌شود. شخصیت سایمون باز توسط نویسنده جف جانز و طراح داگ مانکه خلق شده‌است که برای اولین بار در شمارهٔ ۱ از مجموعه نیو ۵۲ (مه ۲۰۱۲) حضور پیدا کرد. او نخستین عضو مسلمان از خاورمیانه در سپاه گرین لانترن به‌شمار می‌رود.